# 京兆第
京兆第位于中国安徽省黄山市歙县北岸镇瞻淇村上街，是一处保存完好的古民居建筑，建于清代初年，已公布为歙县文物保护单位。